# Eporectis phenax
Eporectis phenax là một loài bướm đêm trong họ Noctuidae.